# Bondsrepubliek Duitsland op de Olympische Zomerspelen 1968
De Bondsrepubliek Duitsland (informeel: West-Duitsland) trad op de Olympische Zomerspelen 1968 in Mexico-Stad, Mexico voor het eerst op naast een team uit de DDR. Bij de voorgaande edities nam het samen met de DDR deel in een Duits eenheidsteam. In Mexico voerden beide Duitslanden nog wel de vlag en het volkslied (Ode an die Freude) van het Duitse eenheidsteam.

## Medailleoverzicht
| Sport        | Olympiër | Discipline               | Medaille |
| ------------ | --- | ------------------------ | -------- |
| Atletiek     | Ingrid Becker | vijfkamp (v)             | Goud     |
| Kanovaren    | Roswitha Esser Annemarie Zimmermann                                                                                                   | K-2 500m (v)             | Goud     |
| Paardensport | Reiner Klimke Liselott Linsenhoff Josef Neckermann                                                                                    | team                     | Goud     |
| Roeien       | Horst Meyer Dirk Schreyer Rüdiger Henning Lutz Ulbricht Wolfgang Hottenrott Egbert Hirschfelder Jörg Siebert Niko Ott Gunther Tiersch | acht (m)                 | Goud     |
| Schietsport  | Bernd Klingner | 50m geweer 3 houdingen   | Goud     |
| Atletiek     | Gerhard Hennige | 400m horden (m)          | Zilver   |
| Atletiek     | Claus Schiprowski | polsstokhoogspringen (m) | Zilver   |
| Atletiek     | Hans-Joachim Walde | tienkamp (m)             | Zilver   |
| Atletiek     | Liesel Westermann | discuswerpen (v)         | Zilver   |
| Kanovaren    | Detlef Lewe | C-1 1000m (m)            | Zilver   |
| Kanovaren    | Renate Breuer | K-1 500m (v)             | Zilver   |
| Paardensport | Josef Neckermann | individueel              | Zilver   |
| Roeien       | Jochen Meißner | skiff (m)                | Zilver   |
| Schietsport  | Heinz Mertel | 50m pistool              | Zilver   |
| Wielersport  | Udo Hempel Karl Link Karl-Heinz Henrichs Jürgen Kissner Rainer Podlesch                                                               | ploegenachtervolging (m) | Zilver   |
| Zeimen       | Ulli Libor Peter Naumann | flying dutchman          | Zilver   |
| Atletiek     | Bodo Tümmler | 1500m (m)                | Brons    |
| Atletiek     | Helmar Müller Gerhard Hennige Manfred Kinder Martin Jellinghaus                                                                       | 4x400m (m)               | Brons    |
| Atletiek     | Kurt Bendlin | tienkamp (m)             | Brons    |
| Boksen       | Günther Meier | -71kg (m)                | Brons    |
| Paardensport | Reiner Klimke | individueel              | Brons    |
| Paardensport | Hans Winkler Alwin Schockemühle Hermann Schridde                                                                                      | team                     | Brons    |
| Schietsport  | Konrad Wirnhier | skeet                    | Brons    |
| Worstelen    | Wilfried Dietrich | +97kg (m                 | Brons    |
| Zwemmen      | Mike Holthaus | 400m wisselslag (m)      | Brons    |
| Zwemmen      | Angelika Kraus Uta Frommater Heike Hustede-Nagel Heidi Reineck                                                                        | 4x100m wisselslag (v)    | Brons    |

## Resultaten en deelnemers per onderdeel

### Atletiek
| Olympiër                                                         | Discipline               | Resultaat | Prestatie                                                                                            |
| ---------------------------------------------------------------- | ------------------------ | --------- | --- |
| Gert Metz                                                        | 100m (m)                 | 36e       | serie 9: 4de in 10,55                                                                                |
| Karl-Peter Schmidtke                                             | 100m (m)                 | 30e       | serie 7: 2de in 10,38 kwartfinale 1: 7de in 10,48                                                    |
| Gerhard Wucherer                                                 | 100m (m)                 | 19e       | serie 8: 2de in 10,42 kwartfinale 2: 6de in 10,33                                                    |
| Jochen Eigenherr                                                 | 200m (m)                 | 8e        | serie 2: 3de in 20,69 kwartfinale 2: 2de in 20,53 halve finale 2: 4de in 20,49 finale: 8ste in 20,66 |
| Gert Metz                                                        | 200m (m)                 | 35e       | serie 7: 5de in 21,24                                                                                |
| Martin Jellinghaus                                               | 400m (m)                 | 5e        | serie 4: 1ste in 46,50 kwartfinale 3: 2de in 46,00 halve finale 2: 3de in 45,06 finale: 5de in 45,33 |
| Manfred Kinder                                                   | 400m (m)                 | 39e       | serie 1: 5de in 46,95                                                                                |
| Helmar Müller                                                    | 400m (m)                 | 11e       | serie 5: 4de in 45,98 kwartfinale 4: 3de in 45,78 halve finale 1: 6de in 46,22                       |
| Walter Adams                                                     | 800m (m)                 | 4e        | serie 3: 1ste in 1.48,4 halve finale 1: 1ste in 1.46,4 finale: 4de in 1.45,8                         |
| Franz-Josef Kemper                                               | 800m (m)                 | 11e       | serie 2: 2de in 1.47,0 halve finale 2: 7de in 1.47,3                                                 |
| Arnd Krüger                                                      | 1500m (m)                | 23e       | serie 3: 5de in 3.59,40 halve finale 2: 12de in 4.05,40                                              |
| Harald Norpoth                                                   | 1500m (m)                | 4e        | serie 3: 3de in 3.47,00 halve finale 1: 5de in 3.54,34 finale: 4de in 3.42,57                        |
| Bodo Tümmler                                                     | 1500m (m)                | Brons     | serie 1: 3de in 3.51,59 halve finale 1: 1ste in 3.53,66 finale: 3de in 3.39,08                       |
| Werner Girke                                                     | 5000m (m)                | 28e       | serie 2: 11de in 15.20,8                                                                             |
| Harald Norpoth                                                   | 5000m (m)                | DNF       | serie 3: 3de in 14.20,6 finale: niet gefinisht                                                       |
| Manfred Letzerich                                                | 10000m (m)               | 18e       | 30.48,6                                                                                              |
| Lutz Philipp                                                     | 10000m (m)               | 23e       | 30.57,0                                                                                              |
| Hinrich John                                                     | 110m horden (m)          | 9e        | serie 2: 2de in 13,8 halve finale 1: 5de in 13,8                                                     |
| Werner Trzmiel                                                   | 110m horden (m)          | 5e        | serie 3: 2de in 13,8 halve finale 2: 3de in 13,5 finale: 5de in 13,6                                 |
| Gerhard Hennige                                                  | 400m horden (m)          | Zilver    | serie 1: 1ste in 49,5 halve finale 2: 1ste in 49,1 finale: 2de in 49,0                               |
| Rainer Schubert                                                  | 400m horden (m)          | 7e        | serie 3: 2de in 49,1 halve finale 1: 4de in 49,3 finale: 7de in 49,2                                 |
| Klaus-Ludwig Brosius                                             | 3000m steeplechase (m)   | 21e       | serie 1: 9de in 9.23,98                                                                              |
| Heinz-Gerd Mölders                                               | 3000m steeplechase (m)   | 28e       | serie 3: 10de in 9.32,22                                                                             |
| Willi Wagner                                                     | 3000m steeplechase (m)   | 22e       | serie 2: 5de in 9.24,49                                                                              |
| Karl-Peter Schmidtke Gert Metz Gerhard Wucherer Jochen Eigenherr | 4x100m (m)               | 6e        | serie 2: 3de in 39,1 halve finale 1: 3de in 38,9 finale: 6de in 38,7                                 |
| Helmar Müller Gerhard Hennige Manfred Kinder Martin Jellinghaus  | 4x400m (m)               | Brons     | serie 3: 1ste in 3.03,90 finale: 3de in 3.00,5                                                       |
| Hubert Riesner                                                   | marathon (m)             | 33e       | 2:41.29                                                                                              |
| Karl-Heinz Sievers                                               | marathon (m)             | 23e       | 2:34.11                                                                                              |
| Manfred Steffny                                                  | marathon (m)             | 17e       | 2:31.23                                                                                              |
| Julius Müller                                                    | 20km snelwandelen (m)    | DSQ       | gediskwalificeerd                                                                                    |
| Horst-Rüdiger Magnor                                             | 50km snelwandelen (m)    | 11e       | 4:39.43,2                                                                                            |
| Bernhard Nermerich                                               | 50km snelwandelen (m)    | DSQ       | gediskwalificeerd                                                                                    |
| Gerhard Weidner                                                  | 50km snelwandelen (m)    | 14e       | 4:43.26,2                                                                                            |
| Reinhold Boschert                                                | verspringen (m)          | 12e       | kwalificatie: 7de met 7,79m finale: 12de met 7,89m                                                   |
| Joachim Kugler                                                   | hink-stap-springen (m)   | 12e       | kwalificatie groep B: 7de met 16,20m finale: 12de met 15,90m                                         |
| Michael Sauer                                                    | hink-stap-springen (m)   | 15e       | kwalificatie groep A: 5de met 16,02m                                                                 |
| Ingomar Sieghart                                                 | hoogspringen (m)         | 9e        | kwalificatie: 8ste met 2,12m finale: 9de met 2,09m                                                   |
| Gunther Spielvogel                                               | hoogspringen (m)         | 7e        | kwalificatie: 13de met 2,12m finale: 7de met 2,14m                                                   |
| Thomas Zacharias                                                 | hoogspringen (m)         | 14e       | kwalificatie: 14de met 2,09m                                                                         |
| Heinfried Engel                                                  | polsstokhoogspringen (m) | 8e        | kwalificatie groep A: 6de met 4,90m finale: 8ste met 5,20m                                           |
| Klaus Lehnertz                                                   | polsstokhoogspringen (m) | 18e       | kwalificatie groep B: 7de met 4,75m                                                                  |
| Claus Schiprowski                                                | polsstokhoogspringen (m) | Zilver    | kwalificatie groep A: 3de met 4,90m finale: 2de met 5,40m (OR)                                       |
| Heinfried Birlenbach                                             | kogelstoten (m)          | 8e        | kwalificatie groep A: 5de met 19,43m finale: 8ste met 18,80m                                         |
| Traugott Glöckler                                                | kogelstoten (m)          | 12e       | kwalificatie groep A: 9de met 19,09m finale: 12de met 18,14m                                         |
| Klaus-Peter Hennig                                               | discuswerpen (m)         | 21e       | kwalificatie groep B: 7de met 53,80m                                                                 |
| Hein-Direck Neu                                                  | discuswerpen (m)         | 9e        | kwalificatie groep A: 9de met 58,56m finale: 9de met 58,66m                                          |
| Jens Reimers                                                     | discuswerpen (m)         | 19e       | kwalificatie groep A: 14de met 54,02m                                                                |
| Rolf Herings                                                     | speerwerpen (m)          | 13e       | kwalificatie groep A: 11de met 79,08m                                                                |
| Hermann Salomon                                                  | speerwerpen (m)          | 12e       | kwalificatie groep A: 10de met 79,48m finale: 12de met 73,50m                                        |
| Klaus Wolfermann                                                 | speerwerpen (m)          | 16e       | kwalificatie groep B: 3de met 75,78m                                                                 |
| Uwe Beyer                                                        | kogelslingeren (m)       | 16e       | kwalificatie groep A: 11de met 65,44m                                                                |
| Lutz Caspers                                                     | kogelslingeren (m)       | 15e       | kwalificatie groep B: 5de met 65,54m                                                                 |
| Hans Fahsl                                                       | kogelslingeren (m)       | 11e       | kwalificatie groep A: 5de met 67,90m finale: 11de met 66,36m                                         |
| Kurt Bendlin                                                     | tienkamp (m)             | Brons     | 8064 punten                                                                                          |
| Werner von Moltke                                                | tienkamp (m)             | DNF       | niet gefinisht                                                                                       |
| Hans-Joachim Walde                                               | tienkamp (m)             | Zilver    | 8111 punten                                                                                          |
|                                                                  |                          |           | |
| Halina Górecka                                                   | 100m (v)                 | 30e       | serie 6: 6de in 11,8                                                                                 |
| Renate Meyer                                                     | 100m (v)                 | 20e       | serie 5: 2de in 11,7 kwartfinale 3: 6de in 11,6                                                      |
| Karin Reichert-Frisch                                            | 100m (v)                 | 20e       | serie 4: 5de in 11,9 kwartfinale 1: 8ste in 11,6                                                     |
| Halina Górecka                                                   | 200m (v)                 | 31e       | serie 4: 6de in 24,7                                                                                 |
| Jutta Stöck                                                      | 200m (v)                 | 8e        | serie 3: 3de in 23,3 halve finale 1: 4de in 23,4 finale: 8ste in 23,2                                |
| Rita Wilden                                                      | 200m (v)                 | 24e       | serie 5: 6de in 24,0                                                                                 |
| Helga Henning                                                    | 400m (v)                 | 7e        | serie 1: 3de in 53,5 halve finale 1: 1ste in 53,3 finale: 7de in 52,8                                |
| Inge Schell                                                      | 80m horden (v)           | 10e       | serie 1: 3de in 10,7 halve finale 2: 7de in 10,8                                                     |
| Renate Meyer Jutta Stock Rita Jahn Ingrid Becker                 | 4x100m (v)               | 6e        | serie 1: 3de in 44,1 finale: 6de in 43,7                                                             |
| Ingrid Becker                                                    | verspringen (v)          | 6e        | kwalificatie groep B: 5de met 6,40m finale: 6de met 6,43m                                            |
| Manon Bornholdt                                                  | verspringen (v)          | 15e       | kwalificatie groep B: 8ste met 6,27m                                                                 |
| Heide Rosendahl                                                  | verspringen (v)          | 8e        | kwalificatie groep A: 1ste met 6,54m finale: 8ste met 6,40mµ                                         |
| Marlene Fuchs                                                    | kogelstoten (v)          | 7e        | 17,11m                                                                                               |
| Gertrud Schäfer                                                  | kogelstoten (v)          | 10e       | 15,26m                                                                                               |
| Brigitte Berendonk                                               | discuswerpen (v)         | 8e        | 52,80m                                                                                               |
| Liesel Westermann                                                | discuswerpen (v)         | Zilver    | 57,76m                                                                                               |
| Ameli Koloska                                                    | speerwerpen (v)          | 7e        | 55,20m                                                                                               |
| Ingrid Becker                                                    | vijfkamp (v)             | Goud      | 5098 punten                                                                                          |
| Manon Bornholdt                                                  | vijfkamp (v)             | 5e        | 4890 punten                                                                                          |

### Boksen
| Olympiër        | Discipline  | Resultaat | Prestatie |
| --------------- | ----------- | --------- | --- |
| Horst Rascher   | -54kg (m)   | 5e        | 1ste ronde: W van NGR Dadigi: scheidsrechterlijke beslissing 2de ronde: W van JAM Campbell: 4-1 3de ronde: W van GHA Shittu kwartfinale: V van KOR Chang: 0-5 |
| Werner Ruzicka  | -57kg (m)   | 17e       | 1ste ronde: V van NOR Stromme: 2-3 |
| Gert Puzicha    | -63,5kg (m) | 9e        | 1ste ronde: vrij 2de ronde: W van IRL McCourt: 5-0 3de ronde: V van FIN Nilsson: 2-3                                                                          |
| Dieter Kottysch | -67kg (m)   | 17e       | 1ste ronde: vrij 2de ronde: V van URS Moesalimov: 0-5 |
| Günther Meier   | -71kg (m)   | Brons     | 1ste ronde: W van CHI Borquez: 5-0 2de ronde: W van KEN Thega: 5-0 kwartfinale: W van UGA Jackson: 5-0 halve finale: V van URS Lagoetin: 1-4                  |
| Ewald Wichert   | -75kg (m)   | 9e        | 1ste ronde: vrij 2de ronde: V van GBR Finnegan: 2-3 |
| Raymer Reimers  | -81kg (m)   | 9e        | 1ste ronde: vrij 2de ronde: V van ROU Monea: 0-5 |
| Dieter Renz     | +81kg (m)   | 9e        | 1ste ronde: V van ITA Balbini: 0-5 |

### Gewichtheffen
| Olympiër        | Discipline  | Resultaat | Prestatie |
| --------------- | ----------- | --------- | --------- |
| Dieter Rauscher | -60kg (m)   | 11e       | 352,5kg   |
| Uwe Kliche      | -67,5kg (m) | 10e       | 390,0kg   |
| Albert Huser    | -75kg (m)   | 11e       | 410,0kg   |
| Rainer Darrzapf | -82,5kg (m) | 11e       | 435,0kg   |
| Rudolf Mang     | +90kg (m)   | 5e        | 525,0kg   |

### Hockey
| Olympiër | Discipline | Resultaat | Prestatie |
| --- | ---------- | --------- | --- |
| Wolfgang Rott Günther Krauss Utz Aichinger Jürgen Wein Klaus Greinert Uli Vos Detlev Kittstein Norbert Schuler Fritz Schmidt Carsten Keller Michael Krause Wolfgang Müller Dirk Michel Eckardt Suhl Ulrich Sloma Hermann End Friedrich Josten Wolfgang Baumgart | mannen     | 4e        | groep A: 2de W van België: 2-0 V van India: 1-2 W van Japan: 2-0 W van DDR: 3-2 G van Nieuw-Zeeland: 0-0 W van Spanje: 2-0 W van Mexico: 5-1 halve finale: V van Pakistan: 0-1 bronzen finale: V van India: 1-2 |

| Groep A |                          |             |             |             |             |            |            |            |        |
| #       | Land                     | Wedstrijden | Wedstrijden | Wedstrijden | Wedstrijden | Doelpunten | Doelpunten | Doelpunten | Punten |
| #       | Land                     | G           | W           | G           | V           | V          | T          | Saldo      | Punten |
| 1       | India                    | 7           | 6           | 0           | 1           | 20         | 4          | +16        | 12     |
| 2       | Bondsrepubliek Duitsland | 7           | 5           | 1           | 1           | 15         | 5          | +10        | 11     |
| 3       | Nieuw-Zeeland            | 7           | 3           | 4           | 0           | 8          | 4          | +4         | 10     |
| 4       | Spanje                   | 7           | 2           | 3           | 2           | 7          | 5          | +2         | 7      |
| 5       | België                   | 7           | 3           | 1           | 3           | 14         | 9          | +5         | 7      |
| 6       | DDR                      | 7           | 2           | 2           | 3           | 7          | 10         | -3         | 6      |
| 7       | Japan                    | 7           | 1           | 1           | 5           | 4          | 14         | -10        | 3      |
| 8       | Mexico                   | 7           | 0           | 0           | 7           | 2          | 26         | -24        | 0      |

| Datum          | Ronde       | Plaats                   | Land | Score                    | Land |
| -------------- | ----------- | ------------------------ | ---- | ------------------------ | ---- |
| Groepsfase     |             |                          |      |                          |      |
| 13 oktober     | Mexico-Stad | Bondsrepubliek Duitsland | 2-0  | België                   |      |
| 14 oktober     | Mexico-Stad | India                    | 2-1  | Bondsrepubliek Duitsland |      |
| 15 oktober     | Mexico-Stad | Bondsrepubliek Duitsland | 2-0  | Japan                    |      |
| 17 oktober     | Mexico-Stad | Bondsrepubliek Duitsland | 3-2  | DDR                      |      |
| 18 oktober     | Mexico-Stad | Bondsrepubliek Duitsland | 0-0  | Nieuw-Zeeland            |      |
| 20 oktober     | Mexico-Stad | Bondsrepubliek Duitsland | 1-0  | Spanje                   |      |
| 21 oktober     | Mexico-Stad | Bondsrepubliek Duitsland | 2-0  | Mexico                   |      |
| Halve finale   |             |                          |      |                          |      |
| 24 oktober     | Mexico-Stad | Pakistan                 | 1-0  | Bondsrepubliek Duitsland |      |
| Bronzen finale |             |                          |      |                          |      |
| 26 oktober     | Mexico-Stad | India                    | 2-1  | Bondsrepubliek Duitsland |      |

### Kanovaren
| Olympiër                                                 | Discipline    | Resultaat | Prestatie                                                                                                  |
| -------------------------------------------------------- | ------------- | --------- | --- |
| Detlef Lewe                                              | C-1 1000m (m) | Zilver    | serie 2: 1ste in 4.24,5 finale: 2de in 4.38,31                                                             |
| Roland Kapf Klaus Lewandowsky                            | C-2 1000m (m) | 7e        | serie 1: 3de in 4.11,4 finale: 7de in 4.21,99                                                              |
| Horst Mattern                                            | K-1 1000m (m) | 15e       | serie 2: 3de in 4.09,5 halve finale 3: 6de in 4.13,46                                                      |
| Holger Zander Bernhard Schulze                           | K-2 1000m (m) | 9e        | serie 2: 4de in 3.50,8 herkansingen: 1ste in 3.50,08 halve finale 2: 3de in 3.49,19 finale: 9de in 4.02,01 |
| Bernd Guse Erich Kemnitz Jochen Schneider Erich Suhrbier | K-4 1000m (m) | 14e       | serie 2: 4de in 3.23,8 herkansingen: 2de in 3.30,58 halve finale 3: 5de in 3.26,12                         |
|                                                          |               |           | |
| Renate Breuer                                            | K-1 500m (v)  | Zilver    | serie 2: 2de in 2.10,3 finale: 2de in 2.12,71                                                              |
| Roswitha Esser Annemarie Zimmermann                      | K-2 500m (v)  | Goud      | serie 1: 1ste in 1.59,5 finale: 1ste in 1.56,44                                                            |

### Moderne vijfkamp
| Olympiër                            | Discipline  | Resultaat | Prestatie    |
| ----------------------------------- | ----------- | --------- | ------------ |
| Elmar Frings                        | individueel | 17e       | 4506 punten  |
| Heiner Thade                        | individueel | 32e       | 4264 punten  |
| Hans Todt                           | individueel | 46e       | 3009 punten  |
| Elmar Frings Heiner Thade Hans Todt | team        | 13e       | 11834 punten |

### Paardensport
| Olympiër                                                | Discipline  | Resultaat | Prestatie          |
| Dressuur                                                | Dressuur    | Dressuur  | Dressuur           |
| ------------------------------------------------------- | ----------- | --------- | ------------------ |
| Reiner Klimke                                           | individueel | Brons     | 1537 punten        |
| Liselott Linsenhoff                                     | individueel | 8e        | 855 punten         |
| Josef Neckermann                                        | individueel | Zilver    | 1546 punten        |
| Reiner Klimke Liselott Linsenhoff Josef Neckermann      | team        | Goud      | 2699 punten        |
| Eventing                                                |             |           |                    |
| Lutz Güssing                                            | individueel | DNF       | niet gefinisht     |
| Horst Karsten                                           | individueel | 11e       | 102,96 strafpunten |
| Jochen Mehrdorf                                         | individueel | 22e       | 199,41 strafpunten |
| Klaus Wagner                                            | individueel | 24e       | 215,85 strafpunten |
| Lutz Güssing Horst Karsten Jochen Mehrdorf Klaus Wagner | team        | 5e        | 518,22 strafpunten |
| Springconcours                                          |             |           |                    |
| Hans Winkler                                            | individueel | 5e        | 12 strafpunten     |
| Alwin Schockemühle                                      | individueel | 7e        | 12 strafpunten     |
| Hartwig Steenken                                        | individueel | 26e       | 16 strafpunten     |
| Hans Winkler Alwin Schockemühle Hermann Schridde        | team        | Brons     | 117,25 strafpunten |

### Roeien
| Olympiër | Discipline      | Resultaat | Prestatie                                                                      |
| --- | --------------- | --------- | ------------------------------------------------------------------------------ |
| Jochen Meißner | skiff (m)       | Zilver    | serie 1: 1ste in 7.45,80 halve finale 1: 2de in 7.51,26 finale: 2de in 7.47,98 |
| Wolfgang Glock Udo Hild | dubbel-twee (m) | 6e        |                                                                                |
| Günther Karl Franz Held | twee-zonder (m) | 12e       |                                                                                |
| Bernhard Hiesinger Rolf Hartung Lutz Benter                                                                                              | twee-met (m)    | 6e        |                                                                                |
| Thomas Hitzbleck Manfred Weinreich Volkhart Buchter Jochen Heck                                                                          | vier-zonder (m) | 6e        |                                                                                |
| Niko Ott Peter Berger Udo Brecht Hans-Johann Färber Stefan Armbruster                                                                    | vier-met (m)    | 12e       | serie 3: 3de in 7.12,04 halve finale 1: 5de in 7.06,45 finale B: niet gestart  |
| Horst Meyer Dirk Schreyer Rüdiger Henning Lutz Ulbricht Wolfgang Hottenrott Egbert Hirschfelder Jörg Siebert Roland Böse Gunther Tiersch | acht (m)        | Goud      | serie : 1ste in 6.04,22 finale: 1ste in 6.07,00                                |

### Schermen
| Olympiër                                                                         | Discipline      | Resultaat | Prestatie                                                                                                 |
| -------------------------------------------------------------------------------- | --------------- | --------- | --- |
| Dieter Jung                                                                      | degen (m)       | 25e       | |
| Franz Rompza                                                                     | degen (m)       | 13e       | |
| Fritz Zimmermann                                                                 | degen (m)       | 13e       | |
| Dieter Jung Franz Rompza Fritz Zimmermann Max Geuter Paul Gnaier                 | degen team (m)  | 4e        | |
| Tim Gerresheim                                                                   | floret (m)      | 17e       | |
| Dieter Wellmann                                                                  | floret (m)      | 17e       | |
| Friedrich Wessel                                                                 | floret (m)      | 17e       | |
| Jürgen Theuerkauff Friedrich Wessel Tim Gerresheim Jürgen Brecht Dieter Wellmann | floret team (m) | 6e        | |
| Volker Duschner                                                                  | floret (m)      | 26e       | |
| Walter Köstner                                                                   | floret (m)      | 19e       | |
| Paul Wischeidt                                                                   | floret (m)      | 13e       | |
| Percy Borucki Walter Köstner Paul Wischeidt Klaus Allisat Volker Duschner        | sabel team (m)  | 7e        | groep B: 2de met 1 overwinning kwartfinale: V van Hongarije: 4-9 5-8ste plek: V van Verenigde Staten: 7-9 |
|                                                                                  |                 |           | |
| Helga Mees                                                                       | floret (v)      | 22e       | |
| Monika Pulch                                                                     | floret (v)      | 23e       | |
| Heidi Schmid                                                                     | floret (v)      | 7e        | |
| Heidi Schmid Helga Koch Gundi Theuerkauff Monika Pulch Helga Mees                | floret team (v) | 5e        | |

### Schietsport
| Olympiër             | Discipline             | Resultaat | Prestatie   |
| -------------------- | ---------------------- | --------- | ----------- |
| Bernd Klingner       | 50m geweer 3 houdingen | Goud      | 1157 punten |
| Peter Kohnke         | 50m geweer 3 houdingen | 7e        | 1151 punten |
| Karl Wenk            | 50m geweer liggend     | 13e       | 594 punten  |
| Klaus Zähringer      | 50m geweer liggend     | 33e       | 591 punten  |
| Heinz Mertel         | 50m pistool            | Zilver    | 562 punten  |
| Kurt Meyer           | 50m pistool            | 65e       | 506 punten  |
| Erich Masurat        | 25m snelvuurpistool    | 5e        | 590 punten  |
| Hans Standl          | 25m snelvuurpistool    | 9e        | 587 punten  |
| Karl Meyer zu Hölsen | skeet                  | 21e       | 189 punten  |
| Konrad Wirnhier      | skeet                  | Brons     | 198 punten  |
| Werner Bühse         | trap                   | 29e       | 189 punten  |
| Erich Gehmann        | trap                   | 38e       | 187 punten  |

### Schoonspringen
| Olympiër             | Discipline    | Resultaat | Prestatie                                                       |
| -------------------- | ------------- | --------- | --------------------------------------------------------------- |
| Norbert Huda         | 3m plank (m)  | 16e       | voorronde: 16de met 88,43 punten                                |
| Ulrich Reff          | 3m plank (m)  | 10e       | voorronde: 11de met 95,42 punten finale: 10de met 140,08 punten |
| Klaus Konzorr        | 10m toren (m) | 18e       | voorronde: 18de met 86,69 punten                                |
| Karl-Heinz Schwemmer | 10m toren (m) | 14e       | voorronde: 14de met 89,00 punten                                |
| Bernd Wucherpfennig  | 10m toren (m) | 12e       | voorronde: 12de met 89,66 punten finale: 12de met 129,49 punten |
|                      |               |           |                                                                 |
| Angelika Hilbert     | 3m plank (v)  | 9e        | voorronde: 11de met 86,83 punten finale: 9de met 128,83 punten  |
| Ingeborg Busch       | 10m toren (v) | 11e       | voorronde: 6de met 47,22 punten finale: 11de met 85,31 punten   |
| Regina Krause        | 10m toren (v) | 6e        | voorronde: 8ste met 46,77 punten finale: 6de met 93,08 punten   |

### Turnen
| Olympiër                                                                              | Discipline               | Resultaat | Prestatie     |
| ------------------------------------------------------------------------------------- | ------------------------ | --------- | ------------- |
| Heinz Haüssler                                                                        | meerkamp individueel (m) | 45e       | 108,80 punten |
| Erich Hess                                                                            | meerkamp individueel (m) | 60e       | 107,75 punten |
| Hermann Hüpfner                                                                       | meerkamp individueel (m) | 55e       | 108,05 punten |
| Willi Jaschek                                                                         | meerkamp individueel (m) | 107e      | 95,05 punten  |
| Heiko Reinemer                                                                        | meerkamp individueel (m) | 51e       | 108,20 punten |
| Helmut Tepasse                                                                        | meerkamp individueel (m) | 50e       | 108,35 punten |
| Heinz Haüssler Erich Hess Hermann Hüpfner Willi Jaschek Heiko Reinemer Helmut Tepasse | meerkamp team (m)        | 8e        | 548,35 punten |
|                                                                                       |                          |           |               |
| Petra Jebram                                                                          | meerkamp individueel (v) | 55e       | 70,30 punten  |
| Angelika Kern                                                                         | meerkamp individueel (v) | 43e       | 71,35 punten  |
| Irmi Krauser                                                                          | meerkamp individueel (v) | 45e       | 71,20 punten  |
| Helga Matschkur                                                                       | meerkamp individueel (v) | 62e       | 69,75 punten  |
| Marlies Stegemann                                                                     | meerkamp individueel (v) | 48e       | 70,55 punten  |
| Anna Stein                                                                            | meerkamp individueel (v) | 59e       | 70,00 punten  |
| Petra Jebram Angelika Kern Irmi Krauser Helga Matschkur Marlies Stegemann Anna Stein  | meerkamp team (v)        | 9e        | 354,65 punten |

### Waterpolo
| Olympiër | Discipline | Resultaat | Prestatie |
| --- | ---------- | --------- | --- |
| Dietmar Seiz Günter Kilian Heinz Kleimeier Hermann Haverkamp Kurt Schuhmann Ludger Weeke Ludwig Ott Peter Teicher Wolf-Rüdiger Schulz Johannes Hoffmeister Lajos Nagy | mannen     | 10e       | groep A: 5de W van Spanje: 5-3 V van Hongarije: 4-6 V van Sovjet-Unie: 3-6 W van Brazilië: 10-5 V van Cuba: 6-7 V van Verenigde Staten: 5-7 9-12de plek: W van Mexico: 6-3 9-10de plek: V van Spanje: 5-7 |

| Groep A |                          |             |             |             |             |            |            |            |        |
| #       | Land                     | Wedstrijden | Wedstrijden | Wedstrijden | Wedstrijden | Doelpunten | Doelpunten | Doelpunten | Punten |
| #       | Land                     | G           | W           | G           | V           | V          | T          | Saldo      | Punten |
| 1       | Hongarije                | 6           | 6           | 0           | 0           | 39         | 14         | +25        | 12     |
| 2       | Sovjet-Unie              | 6           | 5           | 0           | 1           | 43         | 18         | +25        | 10     |
| 3       | Verenigde Staten         | 6           | 3           | 1           | 2           | 37         | 36         | +1         | 7      |
| 4       | Cuba                     | 6           | 3           | 1           | 2           | 31         | 35         | -4         | 7      |
| 5       | Bondsrepubliek Duitsland | 6           | 2           | 0           | 4           | 33         | 34         | -1         | 4      |
| 6       | Spanje                   | 6           | 0           | 1           | 5           | 20         | 37         | -17        | 1      |
| 7       | Brazilië                 | 6           | 0           | 1           | 5           | 22         | 51         | -29        | 1      |

| Ronde       | Datum       | Plaats                   | Land | Score                    | Land |
| ----------- | ----------- | ------------------------ | ---- | ------------------------ | ---- |
| Groepsfase  |             |                          |      |                          |      |
| 14 oktober  | Mexico-Stad | Bondsrepubliek Duitsland | 5-3  | Spanje                   |      |
| 16 oktober  | Mexico-Stad | Hongarije                | 6-4  | Bondsrepubliek Duitsland |      |
| 17 oktober  | Mexico-Stad | Sovjet-Unie              | 6-3  | Bondsrepubliek Duitsland |      |
| 19 oktober  | Mexico-Stad | Bondsrepubliek Duitsland | 10-5 | Brazilië                 |      |
| 20 oktober  | Mexico-Stad | Cuba                     | 7-6  | Bondsrepubliek Duitsland |      |
| 22 oktober  | Mexico-Stad | Verenigde Staten         | 7-5  | Bondsrepubliek Duitsland |      |
| 9-12de plek |             |                          |      |                          |      |
| 24 oktober  | Mexico-Stad | Mexico                   | 3-6  | Bondsrepubliek Duitsland |      |
| 9-10de plek |             |                          |      |                          |      |
| 25 oktober  | Mexico-Stad | Spanje                   | 7-5  | Bondsrepubliek Duitsland |      |

### Wielersport
| Olympiër                                                                | Discipline                    | Resultaat | Prestatie      |
| Baan                                                                    | Baan                          | Baan      | Baan           |
| ----------------------------------------------------------------------- | ----------------------------- | --------- | -------------- |
| Jürgen Barth                                                            | sprint (m)                    | 5e        |                |
| Herbert Honz                                                            | tijdrit (m)                   | 11e       | 1.05,61        |
| Rupert Kratzer                                                          | individuele achtervolging (m) | 5e        |                |
| Klaus Kobusch Martin Stenzel                                            | tandem (m)                    | 5e        |                |
| Udo Hempel Karl Link Karl-Heinz Henrichs Jürgen Kissner Rainer Podlesch | ploegenachtervolging (m)      | Zilver    |                |
| Weg                                                                     |                               |           |                |
| Ortwin Czarnowski                                                       | wegwedstrijd (m)              | DNF       | niet gefinisht |
| Burkhard Ebert                                                          | wegwedstrijd (m)              | 12e       | 4:44.10        |
| Dieter Koslar                                                           | wegwedstrijd (m)              | DNF       | niet gefinisht |
| Jürgen Tschan                                                           | wegwedstrijd (m)              | 45e       | 4:52.50        |
| Burkhard Ebert Jürgen Tschan Ortwin Czarnowski Dieter Koslar            | ploegentijdrit (m)            | 8e        | 2:15.37,25     |

### Worstelen
| Olympiër          | Discipline  | Resultaat   | Prestatie |
| Vrije stijl       | Vrije stijl | Vrije stijl | Vrije stijl |
| ----------------- | ----------- | ----------- | --- |
| Paul Neff         | -52kg (m)   | 7e          | 1ste ronde: G van TUR Esenceli 2de ronde: W van MEX Martinez 3de ronde: W van HUN Erdős 4de ronde: W van PAN Castillo 5de ronde: V van MGL Damdinsharav |
| Klaus Rost        | -70kg (m)   | 8e          | 1ste ronde: W van GBR Till 2de ronde: V van IND Chand 3de ronde: W van CUB Lebeque 4de ronde: V van IRI Movahed 5de ronde: V van BUL Valchev            |
| Ernst Knoll       | -87kg (m)   | 14e         | 1ste ronde: V van CUB Lara 2de ronde: V van JPN Endo |
| Heinz Kiehl       | -97kg (m)   | 14e         | 1ste ronde: V van URS Lomidze 2de ronde: V van TUR Ayik                                                                                                 |
| Wilfried Dietrich | +97kg (m)   | Brons       | |
| Grieks-Romeins    |             |             | |
| Rolf Lacour       | -52kg (m)   | 5e          | 1ste ronde: G van HUN Alker 2de ronde: W van MAR Karmous 3de ronde: W van ROU Stoiciu 4de ronde: G van FIN Vesterinen 5de ronde: W van TCH Zeman        |
| Fritz Stange      | -57kg (m)   | 12e         | 1ste ronde: V van URS Kochergin 2de ronde: W van POR Grilo 3de ronde: vrij                                                                              |
| Klaus Rost        | -70kg (m)   | 4e          | |
| Peter Nettekoven  | -78kg (m)   | 14e         | |
| Ernst Knoll       | -87kg (m)   | 11e         | |
| Heinz Kiehl       | -97kg (m)   | 14e         | |
| Roland Bock       | +97kg (m)   | 11e         | |

### Zeilen
| Olympiër                                         | Discipline      | Resultaat | Prestatie                        |
| ------------------------------------------------ | --------------- | --------- | -------------------------------- |
| Wilhelm Kuhweide                                 | finn            | 15e       | 120 punten: (11-7-17-25-26-9-15) |
| Ulli Libor Peter Naumann                         | flying dutchman | Zilver    | 43,7 punten: (1-3-2-2-13-21-7)   |
| Eckart Wagner Fritz Kopperschmidt                | star            | 12e       | 96 punten: (8-12-DNF-9-8-10-13)  |
| Klaus Oldendorff Peter Stulcken Axel May         | dragon          | 12e       | 74 punten: (16-5-14-8-1-4-16)    |
| Rudolf Harmstorf Karl-August Stolze Harald Stein | 5,5m            | 4e        | 47,4 punten: (2-3-5-9-3-9-4)     |

### Zwemmen
| Olympiër                                                               | Discipline            | Resultaat    | Prestatie                                                                   |
| ---------------------------------------------------------------------- | --------------------- | ------------ | --------------------------------------------------------------------------- |
| Wolfgang Kremer                                                        | 100m vrije slag (m)   | 9e           | serie 4: 2de in 55,0 halve finale 2: 4de in 54,3                            |
| Peter Schorning                                                        | 100m vrije slag (m)   | 38e          | serie 9: 4de in 56,9                                                        |
| Olaf, Baron von Schilling                                              | 100m vrije slag (m)   | 23e          | serie 7: 3de in 55,8 halve finale 1: 8ste in 55,9                           |
| Werner Krammel                                                         | 200m vrije slag (m)   | 37e          | serie 6: 6de in 2.07,9                                                      |
| Wolfgang Kremer                                                        | 200m vrije slag (m)   | 14e          | serie 1: 2de in 2.02,1                                                      |
| Olaf, Baron von Schilling                                              | 200m vrije slag (m)   | 11e          | serie 8: 2de in 2.01,7                                                      |
| Hans Faßnacht                                                          | 400m vrije slag (m)   | 7e           | serie 6: 2de in 4.20,7 finale: 7de in 4.18,1                                |
| Werner Krammel                                                         | 400m vrije slag (m)   | 22e          | serie 3: 4de in 4.34,0                                                      |
| Hans Faßnacht                                                          | 1500m vrije slag (m)  | 10e          | serie 1: 3de in 17.40,2                                                     |
| Reinhard Blechert                                                      | 100m rugslag (m)      | 7e           | serie 1: 3de in 1.02,7 halve finale 1: 3de in 1.02,2 finale: 7de in 1.01,9  |
| Reinhard Blechert                                                      | 200m rugslag (m)      | 9e           | serie 2: 2de in 2.16,5                                                      |
| Thomas Aretz                                                           | 100m schoolslag (m)   | halve finale | serie 3: 4de in 1.11,1                                                      |
| Gregor Betz                                                            | 100m schoolslag (m)   | halve finale | serie 4: 2de in 1.10,3 halve finale 3: 6de in 1.09,8                        |
| Michael Günther                                                        | 100m schoolslag (m)   | halve finale | serie 1: 4de in 1.10,3                                                      |
| Thomas Aretz                                                           | 200m schoolslag (m)   | 18e          | serie 1: 4de in 2.39,0                                                      |
| Gregor Betz                                                            | 200m schoolslag (m)   | 14e          | serie 1: 3de in 2.36,8                                                      |
| Michael Günther                                                        | 200m schoolslag (m)   | 23e          | serie 2: 3de in 2.40,7                                                      |
| Werner Freitag                                                         | 100m vlinderslag (m)  | 14e          | serie 4: 3de in 1.00,1 halve finale 1: 5de in 59,9                          |
| Lutz Stoklasa                                                          | 100m vlinderslag (m)  | 7e           | serie 6: 1ste in 59,2 halve finale 1: 2de in 58,5 finale: 7de in 58,9       |
| Folkert Meeuw                                                          | 200m vlinderslag (m)  | 6e           | serie 3: 2de in 2.11,1 finale: 6de in 2.11,5                                |
| Lutz Stoklasa                                                          | 200m vlinderslag (m)  | 16e          | serie 4: 3de in 2.16,4                                                      |
| Mike Holthaus                                                          | 200m wisselslag (m)   | 7e           | serie 2: 2de in 2.17,5 finale: 7de in 2.16,8                                |
| Reinhard Merkel                                                        | 200m wisselslag (m)   | 9e           | serie 3: 2de in 2.17,8                                                      |
| Jürgen Schiller                                                        | 200m wisselslag (m)   | 15e          | serie 7: 1ste in 2.20,8                                                     |
| Mike Holthaus                                                          | 400m wisselslag (m)   | Brons        | serie 4: 1ste in 5.00,8 finale: 3de in 4.51,4                               |
| Reinhard Merkel                                                        | 400m wisselslag (m)   | 6e           | serie 3: 2de in 5.00,6 finale: 6de in 4.59,8                                |
| Bernhard Mock                                                          | 400m wisselslag (m)   | 13e          | serie 3: 3de in 5.07,1                                                      |
| Peter Schorning Wolfgang Kremer Olaf, Baron von Scholing Hans Faßnacht | 4x100m vrije slag (m) | 6e           | serie 2: 3de in 3.40,2 finale: 6de in 3.39,0                                |
| Hans Faßnacht Olaf, Baron von Schilling Folkert Meeuw Wolfgang Kremer  | 4x200m vrije slag (m) | 6e           | serie 2: 3de in 8.07,1 finale: 6de in 8.04,3                                |
| Reinhard Blechert Gregor Betz Lutz Stoklasa Wolfgang Kremer            | 4x100m wisselslag (m) | 6e           | serie 2: 3de in 4.04,7 finale: 6de in 4.05,4                                |
|                                                                        |                       |              |                                                                             |
| Helmi Boxberger                                                        | 100m vrije slag (v)   | halve finale | serie 5: 4de in 1.05,1                                                      |
| Ingeborg Renner                                                        | 100m vrije slag (v)   | halve finale | serie 4: 6de in 1.05,9                                                      |
| Heidi Reineck                                                          | 100m vrije slag (v)   | halve finale | serie 8: 4de in 1.04,2                                                      |
| Aloisia Bauer                                                          | 200m vrije slag (v)   | halve finale | serie 4: 4de in 2.24,5                                                      |
| Heidi Reineck                                                          | 200m vrije slag (v)   | 22e          | serie 1: 4de in 2.21,4                                                      |
| Angelika Kraus                                                         | 100m rugslag (v)      | 25e          | serie 3: 6de in 1.12,6                                                      |
| Doris Meister                                                          | 100m rugslag (v)      | 30e          | serie 2: 6de in 1.14,1                                                      |
| Angelika Kraus                                                         | 200m rugslag (v)      | 14e          | serie 4: 4de in 2.36,7                                                      |
| Vreni Eberle                                                           | 100m schoolslag (v)   | 23e          | serie 3: 4de in 1.22,6                                                      |
| Uta Frommater                                                          | 100m schoolslag (v)   | 4e           | serie 4: 1ste in 1.18,5 halve finale 2: 3de in 1.16,9 finale: 4de in 1.16,2 |
| Vreni Eberle                                                           | 200m schoolslag (v)   | 12e          | serie 2: 4de in 2.52,5                                                      |
| Heike Hustede-Nagel                                                    | 100m vlinderslag (v)  | 6e           | serie 1: 1ste in 1.07,7 finale: 6de in 1.06,9                               |
| Heike Hustede-Nagel                                                    | 100m vlinderslag (v)  | 5e           | serie 3: 2de in 2.32,1 finale: 5de in 2.27,9                                |
| Helmi Boxberger                                                        | 200m wisselslag (v)   | 31e          | serie 6: 6de in 2.45,2                                                      |
| Heli Matzdorf                                                          | 200m wisselslag (v)   | 23e          | serie 2: 4de in 2.42,1                                                      |
| Heli Matzdorf                                                          | 400m wisselslag (v)   | 18e          | serie 5: 3de in 5.50,5                                                      |
| Heidi Reineck Aloisia Bauer Ingeborg Renner Helmi Boxberger            | 4x100m vrije slag (v) | 12e          | serie 1: 5de in 4.19,4                                                      |
| Angelika Kraus Uta Frommater Heike Hustede-Nagel Heidi Reineck         | 4x100m wisselslag (v) | Brons        | serie 2: 3de in 4.39,5 finale: 3de                                          |

Afghanistan · Algerije · Amerikaanse Maagdeneilanden · Argentinië · Australië · Bahama's · Barbados · België · Bermuda · Birma · Bolivia · Bondsrepubliek Duitsland · Brazilië · Brits-Honduras · Bulgarije · Canada · Centraal-Afrikaanse Republiek · Ceylon · Chili · Colombia · Congo-Kinshasa · Costa Rica · Cuba · Denemarken · Dominicaanse Republiek · Duitse Democratische Republiek · Ecuador · El Salvador · Ethiopië · Fiji · Filipijnen · Finland · Frankrijk · Ghana · Griekenland · Groot-Brittannië · Guatemala · Guinee · Guyana · Honduras · Hongarije · Hongkong · Ierland · IJsland · India · Indonesië · Irak · Iran · Israël · Italië · Ivoorkust · Jamaica · Japan · Joegoslavië · Kameroen · Kenia · Koeweit · Libanon · Libië · Liechtenstein · Luxemburg · Madagaskar · Maleisië · Mali · Malta · Marokko · Mexico · Monaco · Mongolië · Nederland · Nederlandse Antillen · Nicaragua · Nieuw-Zeeland · Niger · Nigeria · Noorwegen · Oeganda · Oostenrijk · Pakistan · Panama · Paraguay · Peru · Polen · Portugal · Puerto Rico · Roemenië · San Marino · Senegal · Sierra Leone · Singapore · Soedan · Sovjet-Unie · Spanje · Suriname · Syrië · Taiwan · Tanzania · Thailand · Trinidad en Tobago · Tunesië · Turkije · Tsjaad · Tsjecho-Slowakije · Uruguay · Venezuela · Verenigde Arabische Republiek · Verenigde Staten · Vietnam · Zambia · Zuid-Korea · Zweden · Zwitserland